# Promenade des Anglais
Promenáda Angličanů či Anglická promenáda (francouzsky Promenade des Anglais) je ulice a pěší zóna v jihofrancouzském městě Nice.

## Poloha

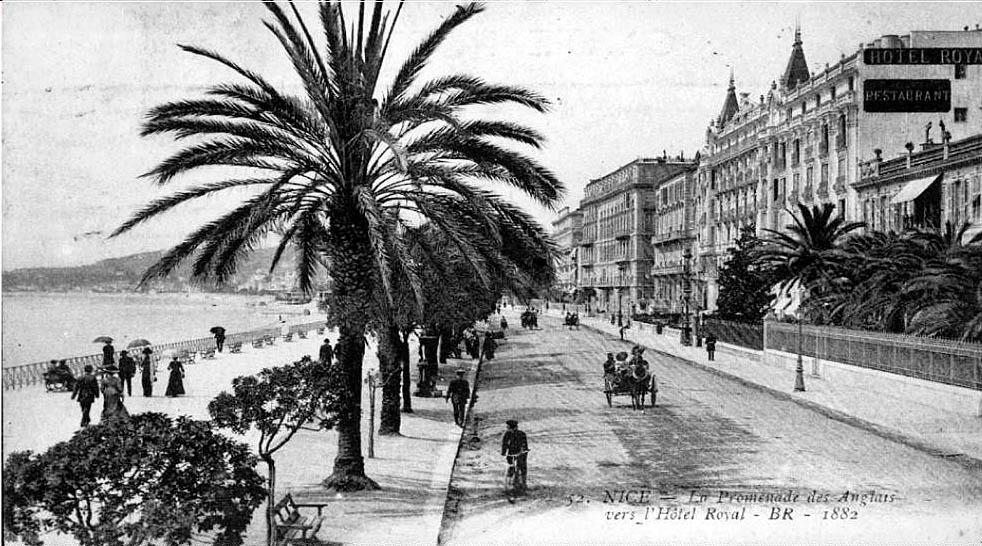
Promenáda v roce 1882

Promenáda vede podél pláže Baie des Anges. Ve východním okraji je pěší zóna oddělena od zástavby nábřežím Quai des États-Unis. Od Avenue des Phocéens a parku Jardin Albert 1er je severní pás promenády, oddělený řadou palem, určen též automobilové dopravě. Promenáda má tak na některých úsecích vzhled několikaproudé dálnice.

## Historie
Na počátku 19. století vedla podél oblázkové pláže udusaná, kamenitá, dva metry široká cesta nazývaná chemin des Anglais (cesta Angličanů). Cesta spojovala pravý břeh říčky Paillon a předměstí Croix de Marbre. Nechali ji vybudovat Britové, kteří v Nice trávili zimy. V roce 1832 byl přijat nový rozvojový plán města, který uvažoval i tuto cestu. Karel Albert Sardinský v roce 1836 vydal městu povolení ohledně volného rozvoje na pobřeží a o rok později městská rada schválila projekt architekta Antoina Scoffiera, který navrhl široké korzo mezi pláží a domy. V roce 1844 byly zahájeny stavební práce na prvním úseku z jihovýchodního ústí říčky Paillon do předměstí Saint-Philippe. Nábřeží bylo zvýšeno o pět metrů, původní šířka byla plánována na 23 metry, avšak realizovalo se jen 12 m.
V letech 1854–1856 byla Promenade des Anglais prodloužena do čtvrti Magnan podle projektu architekta Françoise Aune. Promenáda byla rovněž rozšířena o 11 m na původně plánované 23 metry a bylo vytvořeno stromořadí. Promenáda byla dále prodloužena v letech 1878, 1882 a 1903.
Domky a zahrady byly postupně odstraňovány a nahrazeny luxusními hotely, kasiny a obytnými budovami. Nárůst automobilové dopravy ve 20. letech si v letech 1929–1931 vynutil stavební úpravy mezi operou a Boulevardem Gambetta, které daly ulici její současný vzhled. Další rozšíření mezi ulicemi Boulevard Gambetta a Avenue Ferber proběhlo v letech 1949–1953.
Dne 14. července 2016 bylo na promenádě při teroristickém útoku zabito přes 80 lidí, kteří přišli sledovat ohňostroj u příležitosti státního svátku.

## Významné stavby

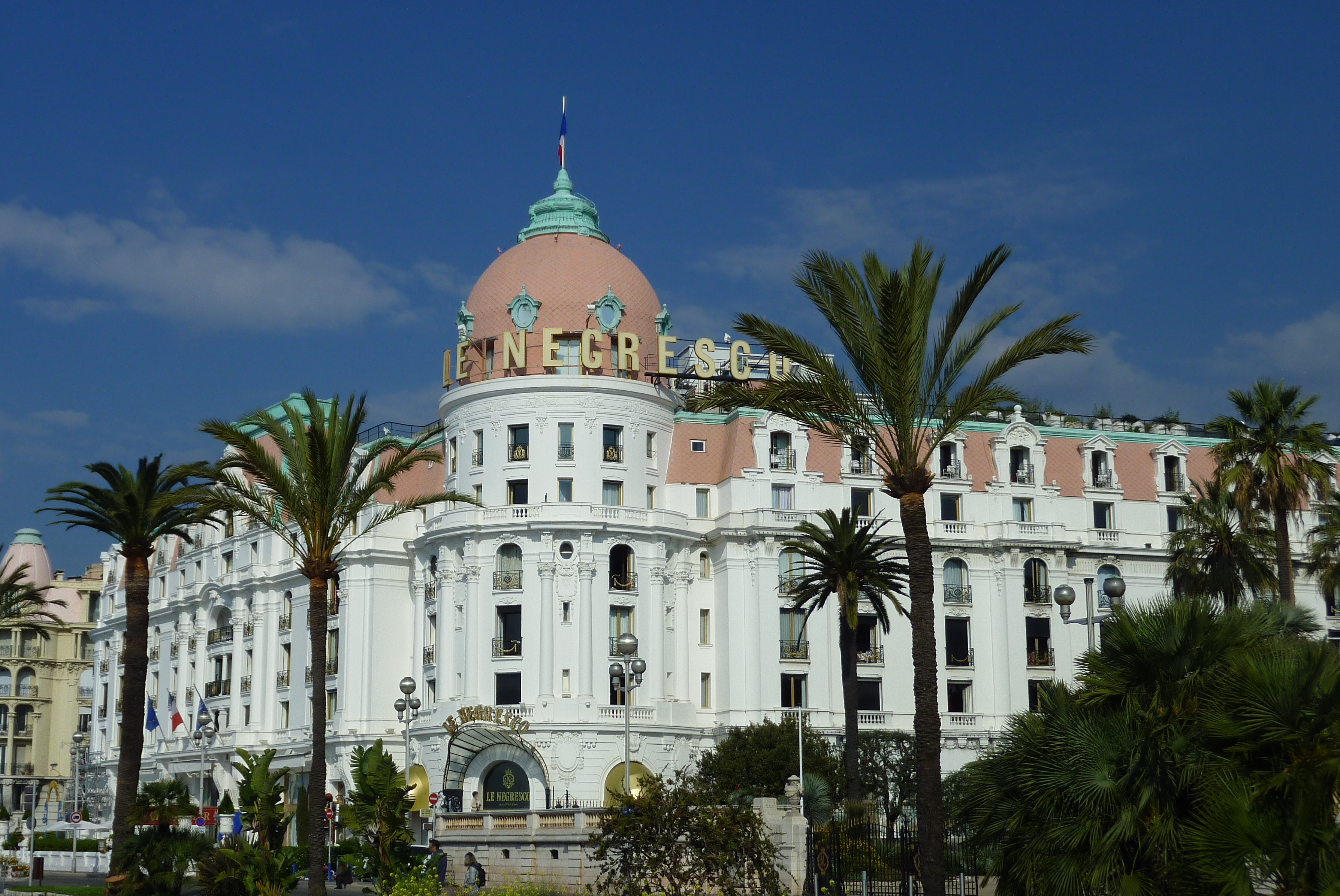
Pětihvězdičkový hotel Négresco

- č. 1: Hôtel Méridien a Casino Ruhl
- č. 3: Savoy Palace
- č. 15: Palais de la Méditerranée z roku 1929 ve stylu art deco
- č. 19: Palais de France
- č. 27: Hôtel Westminster
- č. 29: Palais Fiora
- č. 31: Hôtel West-end
- č. 37: Hôtel Négresco
- č. 52: Palais Marie-Gabrielle Images
- č. 53: Palais Mary
- č. 59: Hôtel Sheraton Élysée Palace
- č. 65: Centre universitaire méditerranéen
- č. 83–85: Palais d'Orient
- č. 123: Palais Marie-Christine
- č. 129bis: Palais Monty
- č. 167: Palais La Couronne
- č. 193-195: Palais Ascot
- č. 197: Palais La Mascotte
- č. 219: Palazzo del Sol
- č. 223: Hôtel Radisson SAS
- č. 245: Palais de la Mer
- č. 393: École supérieure de management des entreprises (vysoká ekonomická škola)